# Sole Otero
Sole Otero   (Buenos Aires, 1 de febrer de 1985) és el pseudònim de Soledad Otero, il·lustradora i autora de còmics. Algunes de les seves obres més conegudes com a il·lustradora son, A fada sonhadora, de la cantant Nana Toledo i Ni se te ocurra, de Liza Porcelli Piuzzi, i de còmics La pelusa de los días. També firma la seva obra amb els pseudònims, Sole o be Solina.
Des de la seva infància que llegia còmics i en concret li fascinaven els de Mafalda i els d'Astèrix. Com a carrera universitària va triar una carrera tecnica i va estudiar disseny tèxtil a la Universitat de Buenos Aires, després de fer diverses feines va deixidir dedicar-se a la il·lustració gràfica i a dibuixar còmics. En el camp de la il·lustració ha i dibuixat A fada sonhadora, de la cantant i escriptora Nana Toledo i Ni se te ocurra, de Liza Porcelli Piuzzi. El primer còmic el va fer a internet amb la tira, La pelusa de los días, posteriorment l'any 2015 l'editorial Ediciones La Cúpula la va publicar en paper.
Ha Treballat pel reconeixement de la dona al món del còmic i ha participat en una exposició a Buenos aires on es va voler recuperar parts de l'obra d'autores Argentines.

## Obra
| Anys | Títol                 | Format         | Editorial            | Notes        |
| ---- | --------------------- | -------------- | -------------------- | ------------ |
| 2015 | La pelusa de los días | cartone        | Ediciones la Cupula  |              |
| 2017 | Z                     | quadern grapa  | Laukatu Ediciones SL | al numero 56 |
| 2017 | Poncho fue            | llibre rustica | Ediciones la Cupula  |              |